# Ernest Haller
Pour les articles homonymes, voir Haller.
Ernest Haller, né le 31 mai 1896 à Los Angeles (Californie), et mort le 21 octobre 1970 à Marina Del Rey (Californie), est un directeur de la photographie américain.

## Filmographie partielle

### Années 1920
- 1920 : The Discarded Woman de Burton L. King
- 1920 : For Love or Money de Burton L. King
- 1920 : Why Women Sin de Burton L. King
- 1922 : Outcast de Chester Withey
- 1924 : Empty Hearts de Alfred Santell
- 1924 : Calomnie (Pied Piper Malone) de Alfred E. Green
- 1925 : Nuits parisiennes (Parisian Nights) de Alfred Santell
- 1925 : The New Commandment de Howard Higgin
- 1926 : The Reckless Lady de Howard Higgin
- 1926 : La Femme sauvage (The Wilderness Woman) de Howard Higgin
- 1927 : Fay et Fanchette (Broadway Nights) de Joseph C Boyle
- 1927 : French Dressing de Allan Dwan
- 1927 : Pour l'amour de Mike (For the love of Mike) de Frank Capra
- 1928 : Harold Teen de Mervyn LeRoy
- 1928 : La Petite Dame du vestiaire (Naughty Baby) de Mervyn LeRoy
- 1929 : La Fille dans la cage de verre (The Girl in the Glass Cage)
- 1929 : Rues sombres (Dark Streets) de Frank Lloyd
- 1929 : Young Nowheres de Frank Lloyd
- 1929 : Drag de Frank Lloyd

### Années 1930
- 1930 : La Patrouille de l'aube (The Dawn Patrol) de Howard Hawks
- 1930 : Adios (The Lash) de Frank Lloyd
- 1930 : A Notorious Affair de Lloyd Bacon
- 1931 : Ten Cents a Dance de Lionel Barrymore
- 1931 : Girls About Town de George Cukor
- 1931 : Vingt-quatre Heures de Marion Gering
- 1931 : L'Honneur de la famille (Honor of the Family) de Lloyd Bacon
- 1932 : Nuit après nuit (Night After Night) d'Archie Mayo
- 1932 : The Crash de William Dieterle
- 1932 : Fils de Russie (Scarlet Dawn) de William Dieterle
- 1932 : Street of Women d'Archie Mayo
- 1933 : Murders in the Zoo d'A. Edward Sutherland
- 1933 : Kaspa, fils de la brousse (King of the Jungle) de H. Bruce Humberstone et Max Marcin
- 1933 : The Emperor Jones de Dudley Murphy
- 1933 : Sa douce maison (The House on 56th Street) de Robert Florey
- 1934 : Mariage secret (The Secret Bride) de William Dieterle
- 1934 : Journal of a Crime de William Keighley
- 1934 : The Key de Michael Curtiz
- 1934 : L'Oiseau de feu (The Firebird) de William Dieterle
- 1935 : Capitaine Blood (Captain Blood) de Michael Curtiz
- 1935 : L'Intruse (Dangerous) d'Alfred E. Green
- 1937 : Une journée de printemps (Call It a Day) d'Archie Mayo
- 1937 : Une certaine femme (That certain woman) d'Edmund Goulding
- 1937 : Le Grand Garrick (The Great Garrick), de James Whale
- 1938 : L'Insoumise (Jezebel) de William Wyler
- 1938 : Les Cadets de Virginie (Brother Rat) de William Keighley
- 1938 : Quatre au paradis (Four's a Crowd) de Michael Curtiz
- 1939 : Les Fantastiques Années 20 (The Roaring Twenties) de Raoul Walsh
- 1939 : Autant en emporte le vent (Gone with the Wind) de Victor Fleming
- 1939 : Victoire sur la nuit (Dark Victory) de Edmund Goulding
- 1939 : En surveillance spéciale (Invisible Stripes de Lloyd Bacon

### Années 1940
- 1940 : Rendez-vous à minuit (It All Came True) de Lewis Seiler
- 1940 : L'Étrangère (All this and heaven too) d'Anatole Litvak
- 1941 : L'Entraîneuse fatale (Manpower) de Raoul Walsh
- 1941 : Fiancée contre remboursement (The Bride Came C.O.D.) de William Keighley
- 1941 : Des pas dans la nuit (Footsteps in the Dark) de Lloyd Bacon
- 1941 : Blues in the Night
- 1941 : Honeymoon for Three de Lloyd Bacon
- 1942 : L'amour n'est pas en jeu (In this our life) de John Huston
- 1942 : La Maison de mes rêves (George Washington Slept Here) de William Keighley
- 1943 : La Petite Exilée (Princess O'Rourke) de Norman Krasna
- 1943 : L'Intrigante de Saratoga (Saratoga Trunk) de Sam Wood
- 1944 : Femme aimée est toujours jolie (Mr. Skeffington) de Vincent Sherman
- 1945 : Le Roman de Mildred Pierce (Mildred Pierce) de Michael Curtiz
- 1946 : The Verdict, de Don Siegel
- 1946 : La Vie passionnée des sœurs Brontë (Devotion) de Curtis Bernhardt
- 1946 : Jalousie (Déception) d'Irving Rapper
- 1948 : Rencontre d'hiver (Winter meeting) de Bretaigne Windust
- 1949 : Il y a de l'amour dans l'air (My Dream Is Yours) de Michael Curtiz et Friz Freleng

### Années 1950
- 1950 : La Flèche et le Flambeau (The Flame and the Arrow) de Jacques Tourneur
- 1951 : Le Bal du printemps (On Moonlight Bay) de Roy Del Ruth
- 1953 : Jhansi Ki Rani de Sohrab Modi
- 1954 : Ceux du voyage (Carnival Story), de Kurt Neumann
- 1955 : Feu magique (Magic Fire) de William Dieterle
- 1955 : La Fureur de vivre (Rebel Without a Cause) de Nicholas Ray
- 1956 : Infamie (The Come On) de Russell Birdwell
- 1956 : Strange Intruder d'Irving Rapper
- 1957 : Cote 465 (Men in War) de Anthony Mann
- 1957 : Back from the Dead de Charles Marquis Warren
- 1958 : L'Homme de l'Ouest (Man of the West) de Anthony Mann
- 1959 : Quand la terre brûle (The Miracle) d'Irving Rapper

### Années 1960
- 1960 : The Boy and the Pirates de Bert I. Gordon
- 1961 : L'Espionne des Ardennes (Armored Command) de Byron Haskin
- 1962 : Qu'est-il arrivé à Baby Jane ? (What Ever Happened to Baby Jane?) de Robert Aldrich
- 1963 : Le Lys des champs (Lilies of the Field) de Ralph Nelson
- 1964 : La mort frappe trois fois (Dead Ringer) de Paul Henreid

## Récompense
- Oscar de la meilleure photographie pour  Autant en emporte le vent (Gone with the Wind) de Victor Fleming